# Црква Светог Илије у Надинићима
Црква светог Илије налази се у Надинићима у општини Гацко у Републици Српској. Црква је обновљена на темељима старе цркве из 1897. године, и свештана 1991. године. Иконостас је урађен 2003. године.  Велики број села (која се налазе) на магистралном путу Гацко−Невесиње ову цркву доживљавају као свој саборни храм.

## Градња
Црква је саграђена 1897. године у селу Надинићи покрај Гацка. Олтар је окренут директно ка истоку што се види по ступцу од Часне трпезе на којем се налази рупа гдје су се полагале мошти светитеља. Дужина цркве је 10 метара, ширина 6,30 метра, док је часна трпеза дуга 30 цм, а широка 60 цм. Ступац је дуг 1,16 метара. По народном предању Црква је зидана у вријеме Стефана Дечанског. Када је срушена и од чије руке то се ни дан данас не зна.

## Галерија
- Црква Светог Илије, Наданићи (Требиње)
- Црква Светог Илије, Наданићи (Требиње)
- Црква Светог Илије, Наданићи (Требиње)
- Црква Светог Илије, Наданићи (Требиње)
- Црква Светог Илије, Наданићи (Требиње)
- Црква Светог Илије, Наданићи (Требиње)
- Црква Светог Илије, Наданићи (Требиње)
- Црква Светог Илије, Наданићи (Требиње)
- Црква Светог Илије, Наданићи (Требиње)
- Црква Светог Илије, Наданићи (Требиње)
- Црква Светог Илије, Наданићи (Требиње)
- Црква Светог Илије, Наданићи (Требиње)
- Црква Светог Илије, Наданићи (Требиње)
- Црква Светог Илије, Наданићи (Требиње)
- Црква Светог Илије, Наданићи (Требиње) 2021
- Црква Светог Илије, Наданићи (Требиње) 2021
- Црква Светог Илије, Наданићи (Требиње) 2021
- Црква Светог Илије, Наданићи (Требиње) 2021
- Црква Светог Илије, Наданићи (Требиње) 2021
- Црква Светог Илије, Наданићи (Требиње) 2021
- Црква Светог Илије, Наданићи (Требиње) 2021
- Црква Светог Илије, Наданићи (Требиње) 2021
- Црква Светог Илије, Наданићи (Требиње) 2021
- Црква Светог Илије, Наданићи (Требиње) 2021
- Црква Светог Илије, Наданићи (Требиње) 2021
- Црква Светог Илије, Наданићи (Требиње) 2021
- Црква Светог Илије, Наданићи (Требиње) 2021
- Црква Светог Илије, Наданићи (Требиње) 2021
- Црква Светог Илије, Наданићи (Требиње) 2021
- Црква Светог Илије, Наданићи (Требиње) 2021
- Црква Светог Илије, Наданићи (Требиње) 2021
- Црква Светог Илије, Наданићи (Требиње) 2021
- Црква Светог Илије, Наданићи (Требиње) 2021
- Црква Светог Илије, Наданићи (Требиње) 2021
- Црква Светог Илије, Наданићи (Требиње) 2021
- Црква Светог Илије, Наданићи (Требиње) 2021
- Црква Светог Илије, Наданићи (Требиње) 2021
- Црква Светог Илије, Наданићи (Требиње) 2021
- Црква Светог Илије, Наданићи (Требиње) 2021
- Црква Светог Илије, Наданићи (Требиње) 2021
- Црква Светог Илије, Наданићи (Требиње) 2021
- Црква Светог Илије, Наданићи (Требиње) 2021
- Црква Светог Илије, Наданићи (Требиње) 2021
- Црква Светог Илије, Наданићи (Требиње) 2021
- Црква Светог Илије, Наданићи (Требиње) 2021
- Црква Светог Илије, Наданићи (Требиње) 2021
- Црква Светог Илије, Наданићи (Требиње) 2021
- Црква Светог Илије, Наданићи (Требиње) 2021